# クーナ
クーナ（kuna）は、1994年5月30日から2022年12月31日までクロアチア共和国で流通していた法定通貨である。通貨記号はkn。補助通貨単位はリパ（Lipa）で、1クーナ=100リパ。ユーロ導入時のレートは1ユーロ=7.5345クーナ。ISO 4217コードはHRK。

## 概要

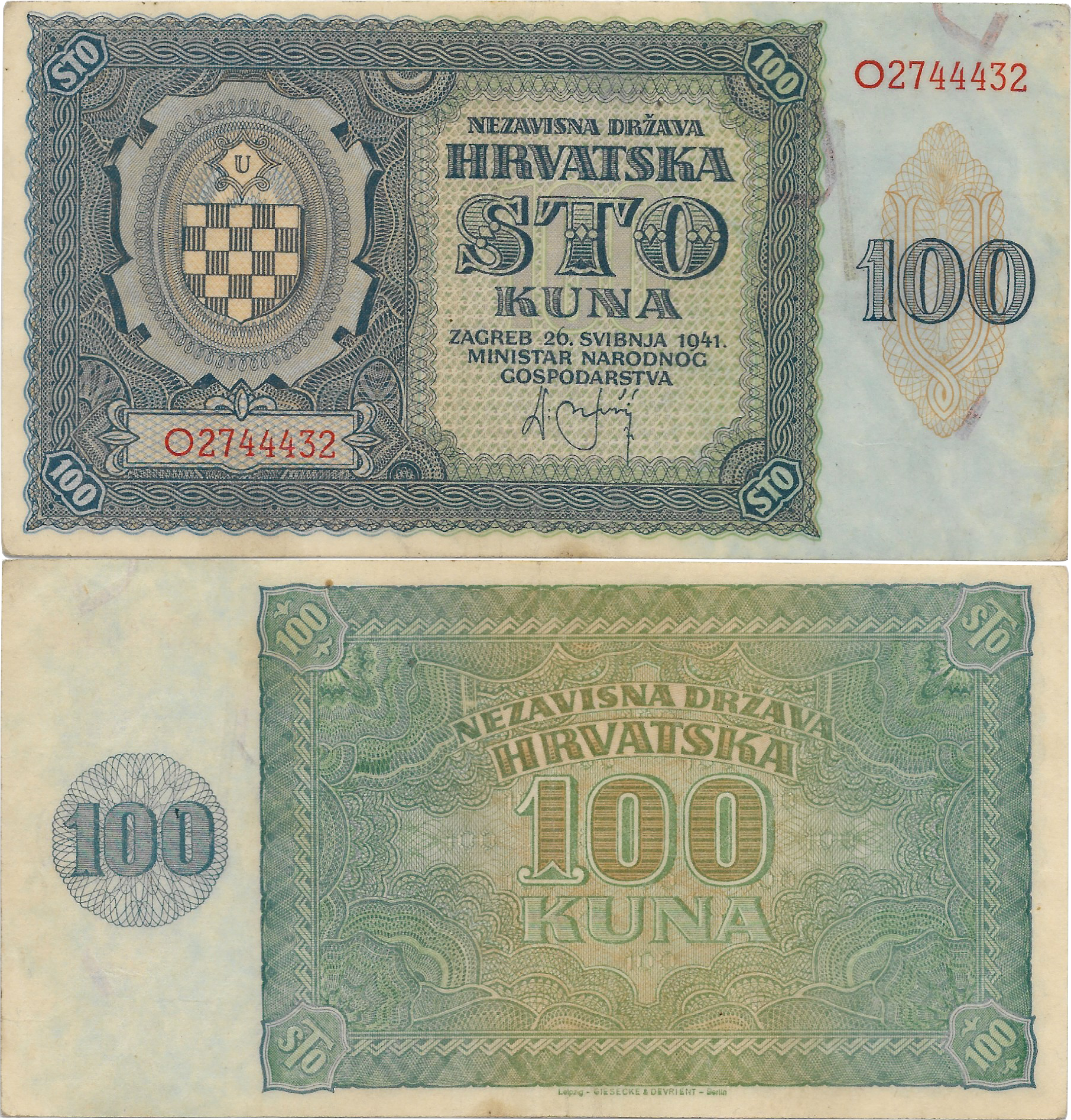
1941年の100クーナ紙幣

クーナはクロアチア語で動物のテン（マツテン）を意味し、リパは同じくクロアチア語でリンデンを意味する。スロバキアやチェコで使われている通貨単位のコルナとは関係はなく、中世にテンの毛皮が貿易に使われていたことに由来している。
13世紀にクロアチア王国のバノヴァツ（バニツァ）硬貨にテンが描かれたのがクーナが通貨に現れた最初の例であり、通貨名としてのクーナは1939年にユーゴスラビア王国内に設置されたクロアチア自治州で流通させる独自通貨の発行を計画したときに初めて現れ、1941年にウスタシャ政権が率いるクロアチア独立国の正式な通貨となり、1945年のパルチザンによるユーゴスラビアへの再編入まで使用された。
1991年6月25日にクロアチアはユーゴスラビアからの独立を宣言し、ユーゴスラビア・ディナールに代えて独自通貨のクロアチア・ディナールが発行された。クロアチアディナールはあくまで新通貨への過渡となる一時的な通貨であり、独立宣言に伴って発生したクロアチア紛争の影響により急激なインフレーションに悩まされた。
クロアチア国立銀行は戦時中でありながらも新通貨の発行の準備を少しずつ進めていった。その新通貨の名称としてクーナの復活が提唱されたが、ファシズムやウスタシャによる大量虐殺で悪名高いクロアチア独立国の通貨名だったこともあり、復活させるか否かで意見が分かれた。中欧諸国で使用されているクルーナ（コルナ）とバニツァの名を採用すべきとの声もあったが、通貨名がオーストリア＝ハンガリー・クローネと似通っていることに加え、通貨名としてのクーナは前述のクロアチア自治州やクロアチア人民解放国家反ファシスト委員会でも使用されていたことから必ずしもファシズムには結びつかないとの指摘が挙がり、1993年7月にクロアチア大統領フラニョ・トゥジマンによってクーナの復活が発表され、1994年5月30日に1000ディナール＝1クーナの交換比率でデノミネーションが実施され、クーナが新しい通貨として流通するようになった。
クロアチア国立銀行はクーナの価値と低インフレ率を長期にわたって維持することに尽力し、その効果として対ユーロのレートは2001年以降、1ユーロ=7〜8クーナの価値を維持する極めて安定した通貨となった。
クロアチアは2013年7月に欧州連合（EU）に加入し、かねてよりユーロ導入を求める声が多くあった。2020年7月10日にはブルガリア・レフと同時にERM2加盟が承認されるなどユーロ導入のための準備を進めていき、欧州委員会は2022年6月1日、翌年1月にユーロを導入することを発表した。
2023年1月1日、予定通りクロアチアにユーロが導入され、クーナは廃止された。

## 硬貨
硬貨は1、2、5、10、20、50リパと1、2、5クーナで構成されている。リパ硬貨の表面には植物の図が、裏面には額面とリンデンの枝が描かれ、クーナ硬貨の表面には動物の図が、裏面には額面とテンが描かれている。表面に描かれた動植物の名前は奇数年はクロアチア語、偶数年はラテン語で書かれている。
1, 2リパの硬貨は一般流通としては価値が低かったため、2009年を最後に鋳造を終了した。また、記念硬貨としてバイメタル貨の25クーナが定期的に図柄を変更しながらコレクター向けに発行されていた。
ユーロ導入に伴い、全ての硬貨は2025年末に中央銀行での交換受付が終了し、価値が消滅する見込み。
| 額面    | ユーロ換算 | 材質             | 直径(mm) | 重量(g) | 表面の図柄             | 発行年    |
| ------- | ---------- | ---------------- | -------- | ------- | ---------------------- | --------- |
| 1リパ   | €0.0013    | Al-Mg合金        | 17       | 0.7     | トウモロコシ           | 1994-2009 |
| 2リパ   | €0.0026    | Al-Mg合金        | 19       | 0.92    | ヨーロッパブドウ       | 1994-2009 |
| 5リパ   | €0.0066    | 黄銅メッキ鋼     | 18       | 2.5     | オークの枝             | 1994-2022 |
| 10リパ  | €0.0132    | 黄銅メッキ鋼     | 20       | 3.25    | タバコの葉             | 1994-2022 |
| 20リパ  | €0.0265    | ニッケルメッキ鋼 | 18.5     | 2.9     | オリーブ               | 1994-2022 |
| 50リパ  | €0.0663    | ニッケルメッキ鋼 | 20.5     | 3.65    | デゲニアの花           | 1994-2022 |
| 1クーナ | €0.1327    | 洋白             | 22.5     | 5       | サヨナキドリ           | 1994-2022 |
| 2クーナ | €0.2654    | 洋白             | 24.5     | 6.2     | タイセイヨウクロマグロ | 1994-2022 |
| 5クーナ | €0.6636    | 洋白             | 26.5     | 7.65    | ヒグマ                 | 1994-2022 |

## 紙幣
紙幣は5、10、20、50、100、200、500、1000クーナで構成されており、表面にはクロアチアの政治家（バン）や詩人などの歴史的偉人、裏面にはクロアチア各都市の歴史的建築物が描かれている。
流通紙幣のうち5クーナは同額面の硬貨があることから次第に流通量が減少し2008年に製造を終了、500・1000クーナも額が大きいことから専ら貯蓄に用いられ、2016年時点で全流通紙幣の4%程度と市場には殆ど流通せず後述の改刷も行われなかった。
主な偽造防止技術としてマイクロ文字で描かれた国歌『私たちの美しい故国』の歌詞や潜像、セキュリティスレッドなどがある。5〜20クーナは2001年に、50〜200クーナは2002年にそれぞれ偽造抵抗力を向上させる為の改刷が行われ、全体のデザインはそのままにパールインキやホログラムが追加された。この改刷に伴い、それまで発行されていた200クーナ以下の旧紙幣は2007年から2010年にかけて順次流通停止となった（2024年現在、中央銀行本部でのユーロ両替は可）。
発行当初の10クーナ紙幣は紫色を基調としていたが、それが当時の10ドイツマルク紙幣とデザイン・色味・サイズが酷似していたことから間違われて使用されるケースが発生し、ドイツ連邦銀行からの指摘を受け1995年6月に10クーナ紙幣の色味を茶緑色に変更した。なお、変更前の紫色の10クーナ紙幣はその後も有効であり、2024年現在では中央銀行本部でのユーロへの両替に限り使用可能である。
| 額面       | ユーロ換算 | サイズ      | 色     | 表面の図柄                                                            | 裏面の図柄                                                      | 発行日         |
| ---------- | ---------- | ----------- | ------ | --------------------------------------------------------------------- | --------------------------------------------------------------- | -------------- |
| 5クーナ    | €0.66      | 122 x 61 mm | 緑色   | フラン・クルスト・フランコパン ペータル・ズリンスキ                   | ヴァラジュディンの城塞                                          | 2001年7月9日   |
| 10クーナ   | €1.33      | 126 x 63 mm | 茶緑色 | ユライ・ドブリラ                                                      | プーラ円形闘技場とモトヴンの地図                                | 2001年6月18日  |
| 20クーナ   | €2.65      | 130 x 65 mm | 赤色   | ヨシップ・イェラチッチ                                                | ヴコヴァルのエルツ宮殿 ヴチェドルスカ・ゴルビツァ               | 2001年8月16日  |
| 50クーナ   | €6.64      | 134 x 67 mm | 青色   | イヴァン・グンドゥリッチ                                              | ドゥブロヴニクとレクター宮殿                                    | 2002年11月25日 |
| 100クーナ  | €13.27     | 138 x 69 mm | 橙色   | イヴァン・マジュラニッチ クルク島のバシュカ石碑に書かれたグラゴル文字 | リエカの聖ヴィド大聖堂                                          | 2002年6月3日   |
| 200クーナ  | €26.54     | 142 x 71 mm | 茶色   | スティエパン・ラディッチ                                              | オシイェクのスラヴォニア総司令部宮殿 トヴルジャの地図           | 2002年8月12日  |
| 500クーナ  | €66.36     | 146 x 73 mm | 黄色   | マルコ・マルリッチ                                                    | スプリトのディオクレティアヌス宮殿 宮殿内にある洗礼堂のレリーフ | 1994年5月30日  |
| 1000クーナ | €132.72    | 150 x 75 mm | 紫色   | アンテ・スタルチェヴィッチ                                            | ザグレブのトミスラヴ王の像とザグレブ大聖堂                      | 1994年5月30日  |